# Prosopocoilus serricornis punctatissimus
Prosopocoilus serricornis punctatissimus es una subespecie de coleóptero de la familia Lucanidae.

## Distribución geográfica
Habita en las islas Comoras.